# Agelaius humeralis
El mayito (Agelaius humeralis), también denominado totí mayito, sargento humeral y turpial de hombros castaños, es una especie de ave paseriforme de familia Icteridae propia de las islas de Cuba y La Española, además de los islotes aledaños. 

## Distribución
Es una ave común en la isla de Cuba, y en varios cayos del norte y del sur, pero ausente de la Isla de la Juventud. Es menos común en La Española. Habita en terrenos deforestados, bordes de bosques y ciénagas, matorrales costeros, bosques abiertos, campos cultivados y praderas. 

## Descripción
Mide unos 20 cm de largo (la hembra es más pequeña). Ambos sexos son negros con parches pardo-anaranjados en los hombros, pero más pequeños y apagados en la hembra. El inmaduro es negro apagado y con el parche del hombro muy pequeño y opaco. Los ojos son castaño-oscuros y el pico y las patas son negros. Tienen hábitos muy gregarios y es común verlos en grandes bandadas cuando hay alimento abundante como en los arrozales maduros. Comen semillas gramíneas, frutos, insectos, lagartijas pequeñas y néctar. 

## Taxonomía
El totí fue descrito científicamente en 1827 por el zoólogo irlandés Nicholas Aylward Vigors. El nombre del género, Agelaius, en griego significa «gregario», mientras que el nombre específico, humeralis, en latín significa «del hombro», por el parche de color en el hombro.
Se reconocen dos subespecies:
- A. h. humeralis (Vigors, 1827) de las islas de Cuba y La Española
- A. h. scopulus (Garrido, 1967) de Cayo Cantiles en el archipiélago de los Canarreos.

## Nido
Anidan de abril a agosto, entre el ramaje denso de árboles, sobre pencas de palmas o sobre bromeliáceas epífitas. Construyen el nido en forma de cuenco, con pajas, fibras, pelos y plumas. La puesta es de tres o cuatro huevos blanco-verdosos con algunas manchitas pardas, más en la parte más gruesa. Los huevos miden 3,3 por 1,7 cm. 